# Toppen af Poppen 2
Toppen af Poppen 2 (udgivet som Toppen af Poppen) er et opsamlingsalbum med musikken fra anden sæson af TV2-programmet Toppen af Poppen, der blev sendt fra august til september 2011. På albummet fortolker Søs Fenger, Joey Moe, 	Anne Linnet, Brødrene Olsen, Lina Rafn (Infernal), Rasmus Nøhr, og Sys Bjerre hinandens sange. Albummet udkom den 3. oktober 2011 på Sony Music.
Toppen af Poppen 2 debuterede på førstepladsen af album-hitlisten, med 4755 solgte eksemplarer i den første uge. Den efterfølgende uge solgte albummet yderligere 3675 eksemplarer på førstepladsen.
 I december 2011 modtog albummet platin for 20.000 solgte eksemplarer.

## Spor
| 1.  | "Jeg elsker dig" (Anne Linnet)         | Martin Nordborg, Jørgen Rygaard                                            | News                           | 2:41 |
| 2.  | "Kun et kys herfra" (Brødrene Olsen)   | Stig Kreutzfeldt, Elisabeth Gjerluff Nielsen                               | Søs Fenger                     | 2:29 |
| 3.  | "Tivoli i regnvejr" (Lina Rafn)        | Elisabeth Gjerluff Nielsen                                                 | Søs Fenger                     | 2:35 |
| 4.  | "Inderst inde (Part 2)" (Joey Moe)     | Uno Svenningsson, Joey Lynghave, Søs Fenger                                | Søs Fenger                     | 3:12 |
| 5.  | "Du er" (Sys Bjerre)                   | Martin Nordborg, Peter Biker, Jette Schandorf, Søs Fenger, Jørgen Rygaard  | News                           | 2:43 |
| 6.  | "Holder øje med dig" (Rasmus Nøhr)     | Stig Kreutzfeldt, Elisabeth Gjerluff Nielsen                               | Søs Fenger                     | 2:48 |
| 7.  | "Er det så forbi" (Søs Fenger)         | Jonas Krag, Søs Fenger                                                     | Søs Fenger                     | 4:15 |
| 8.  | "Cheating" (Brødrene Olsen)            | Jon Ørom, Johannes Wolfson, Joey Lynghave, Jannik Thomsen, Niclas Petersen | Joey Moe                       | 2:37 |
| 9.  | "Yo Yo" (Lina Rafn)                    | Joey Lynghave, Kim Jacobsen, Jannik Thomsen, Niclas Petersen               | Joey Moe                       | 2:39 |
| 10. | "Jorden er giftig" (Sys Bjerre)        | Lars Ankerstjerne, Joey Lynghave, Kim Jacobsen                             | Joey Moe                       | 2:14 |
| 11. | "Du' en ener" (Søs Fenger)             | Jon Ørom, Johannes Wolfson, Joey Lynghave                                  | Joey Moe                       | 2:29 |
| 12. | "Joey Moes Taverna" (Rasmus Nøhr)      | Rasmus Nøhr                                                                |                                | 2:14 |
| 13. | "Baby det' for sent nu" (Anne Linnet)  | Casper Lindstad, Joey Lynghave, Rune Braager                               | Joey Moe                       | 2:53 |
| 14. | "Dobbeltslag" (Joey Moe)               | Antonio Nunzio Catania, Joey Lynghave, Scatman John                        | Joey Moe                       | 3:26 |
| 15. | "Verden er imod os" (Rasmus Nøhr)      | Rasmus Nøhr, Anne Linnet                                                   | Anne Linnet ("Smuk og dejlig") | 3:30 |
| 16. | "Barndommens gade" (Søs Fenger)        | Anne Linnet, Tove Ditlevsen                                                | Anne Linnet                    | 3:12 |
| 17. | "Venus" (Joey Moe)                     | Anne Linnet                                                                | Anne Linnet & Marquis de Sade  | 2:33 |
| 18. | "Forårsdag" (Lina Rafn)                | Anne Linnet                                                                | Anne Linnet                    | 2:19 |
| 19. | "Tabt mit hjerte" (Sys Bjerre)         | Anne Linnet                                                                | Anne Linnet                    | 3:03 |
| 20. | "1000 stykker" (Brødrene Olsen)        | Anne Linnet                                                                | Anne Linnet                    | 2:35 |
| 21. | "Lever nok endnu en dag" (Anne Linnet) | Anne Linnet                                                                | Anne Linnet & Sanne Salomonsen | 4:10 |

| 1.  | "Plastic Fantastic" (Sys Bjerre) | Jørgen Olsen | Brødrene Olsen                                                     | 2:22 |
| 2.  | "Angelina" (Rasmus Nøhr) | Rasmus Nøhr | Brødrene Olsen                                                     | 2:34 |
| 3.  | "San Francisco" (Søs Fenger) | Jørgen Olsen | Brødrene Olsen                                                     | 2:21 |
| 4.  | "Marie Marie" (Lina Rafn) | Jørgen Olsen | Brødrene Olsen                                                     | 2:25 |
| 5.  | "Anne Linnets stjerneskud" (Anne Linnet) | Jørgen Olsen, Anne Linnet | Brødrene Olsen                                                     | 3:13 |
| 6.  | "Walk Right Back" (Joey Moe) | Jørgen Olsen | Brødrene Olsen                                                     | 2:38 |
| 7.  | "Brødrene Olsen Medley ("Love Grows (Where My Rosemary Goes)" / "Day Dream Believer" / "Breaking Up Is Hard to Do" / "You Don't Have to Say You Love Me")" (Brødrene Olsen) | Tony Macaulay, Barry Mason / John Stewart / Neil Sedaka, Howard Greenfield / Pino Donaggio, Vito Pallavicini, Vicki Wickham, Simon Napier-Bell | Edison Lighthouse / John Stewart / Neil Sedaka / Dusty Springfield | 4:43 |
| 8.  | "Electric Light" (Sys Bjerre) | Adam Powers, Paw Lagermann, Lina Rafn | Infernal                                                           | 2:15 |
| 9.  | "Downtown Boys" (Rasmus Nøhr) | Paw Lagermann, Lina Rafn, Adam Powers | Infernal                                                           | 2:17 |
| 10. | "Pistolskud" (Anne Linnet) | Thomas Troelsen, Paw Lagermann, Lina Rafn | Infernal                                                           | 2:34 |
| 11. | "Ten Miles" (Brødrene Olsen) | Paw Lagermann, Lina Rafn, Nicole Stokholm Pedersen, Cane, Moses Malone                                                                         | Infernal                                                           | 2:31 |
| 12. | "Joey Moes Taverna" (Rasmus Nøhr) | Rasmus Nøhr |                                                                    | 2:14 |
| 13. | "Baby det' for sent nu" (Anne Linnet) | Casper Lindstad, Joey Lynghave, Rune Braager                                                                                                   | Joey Moe                                                           | 2:53 |
| 14. | "Dobbeltslag" (Joey Moe) | Antonio Nunzio Catania, Joey Lynghave, Scatman John                                                                                            | Joey Moe                                                           | 3:26 |
| 15. | "Verden er imod os" (Rasmus Nøhr) | Rasmus Nøhr, Anne Linnet | Anne Linnet ("Smuk og dejlig")                                     | 3:30 |
| 16. | "Barndommens gade" (Søs Fenger) | Anne Linnet, Tove Ditlevsen | Anne Linnet                                                        | 3:12 |
| 17. | "Venus" (Joey Moe) | Anne Linnet | Anne Linnet & Marquis de Sade                                      | 2:33 |
| 18. | "Forårsdag" (Lina Rafn) | Anne Linnet | Anne Linnet                                                        | 2:19 |
| 19. | "Tabt mit hjerte" (Sys Bjerre) | Anne Linnet | Anne Linnet                                                        | 3:03 |
| 20. | "1000 stykker" (Brødrene Olsen) | Anne Linnet | Anne Linnet                                                        | 2:35 |
| 21. | "Lever nok endnu en dag" (Anne Linnet) | Anne Linnet | Anne Linnet & Sanne Salomonsen                                     | 4:10 |

## Hitlisteplacering
| Hitliste (2011) | Højeste placering | Certificering |
| --------------- | ----------------- | ------------- |
| Danmark         | 1                 | Platin        |